# Ložice
Ložice – wieś w Słowenii, w gminie Kanal ob Soči. W 2018 roku liczyła 260 mieszkańców.